# Apremont (Savoie)
Apremont település Franciaországban, Savoie megyében. Lakosainak száma 968 fő (2022. január 1.). Apremont Entremont-le-Vieux, Montagnole, Myans, Saint-Baldoph és Porte-de-Savoie községekkel határos.

## Népesség
A település népességének változása:
| Lakosok száma | 996  | 1017 | 1050 | 1013 | 1000 | 987  | 979  | 972  | 968  |
|               | 2013 | 2015 | 2016 | 2017 | 2018 | 2019 | 2020 | 2021 | 2022 |